# 横島章
横島 章（よこしま あきら、1939年10月12日 - 2017年12月16日) は、日本の教育心理学者。宇都宮大学名誉教授。

## 略歴
栃木県生まれ。1963年東京教育大学心理学科卒業、71年同大学院博士課程満期退学。宇都宮大学教育学部講師、助教授、教授を経て、2002年定年退官、名誉教授。
人権教育、とくに同和教育の問題に取り組み、総務庁地域改善対策協議会委員、栃木県同和対策審議会会長を歴任した。
2017年12月、肺がんのため78歳で死去。

## 著書
- 『部落差別の社会心理学的研究』明石書店 1984
- 『同和問題の心理』中央法規出版 1992
- 『教師のための同和教育』土曜美術社出版販売 1995
- 『学校教育を見直す 「常識」の再検討』随想舎 ずいそうしゃブックレット 1998
- 『転校を転機に生かす教育心理学的アプローチ 新たな可能性と出会うために』明石書店 2012

### 共編著・監修
- 『しゃかいのずかん』監修 講談社 幼稚園百科 1974
- 『人権を考える 宇都宮大学教育学部「人権教育」講義録』中村清共編著 随想舎 1997
- 『信頼の崩壊 黒磯ナイフ事件をめぐる事実と反省』編著 下野新聞社 1998

## 論文
- 横島章 CiNii